# DFC Prag
Der Deutsche Fußball-Club Prag war ein 1896 gegründeter und 1939 aufgelöster jüdisch-deutscher Fußballverein aus der böhmischen Hauptstadt Prag. Im Juni 2016 wurde der Verein wiedergegründet. Der Verein zählte Anfang des 20. Jahrhunderts zu den besten Fußballmannschaften Europas. In die deutsche Fußballgeschichte ging der DFC vor allem durch seine Teilnahme am Finale der ersten deutschen Fußballmeisterschaft gegen den VfB Leipzig am 31. Mai 1903 ein. Er wurde damit zum ersten Vizemeister im deutschen Fußball. 

## Geschichte

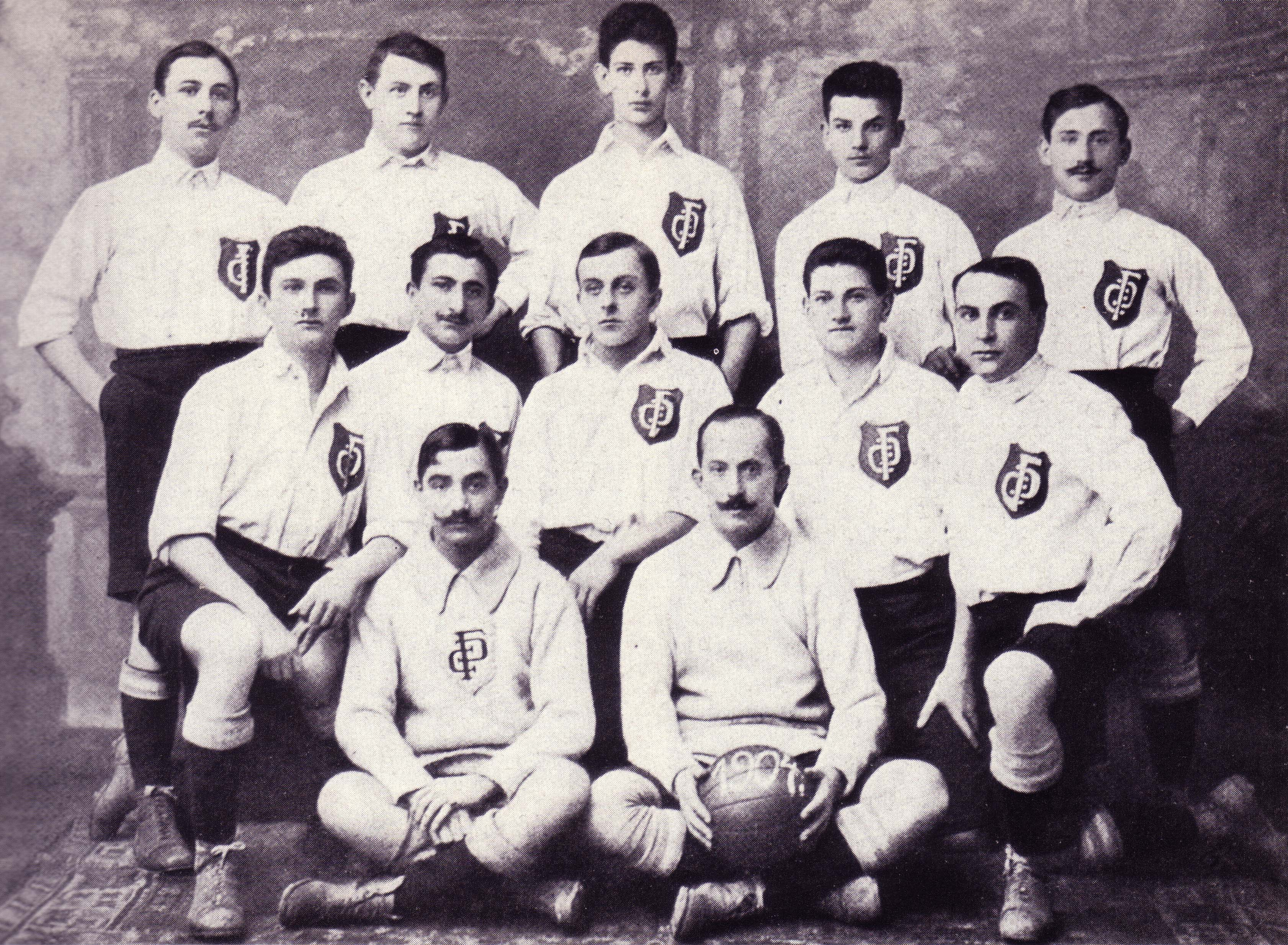
Der DFC Prag im Jahr 1904
3. R. v. l.: Fischer, Sedlacek, Fischl, Meissner, Weil
2. R. v. l.: Schwarz, Österreicher, Kurpiel, Frey, Robitsek
1. R. v. l.: Eisenstein, Pick

### Gründung
Der DFC Prag wurde am 25. Mai 1896 von deutschnational gesinnten Juden aus der kurz zuvor gegründeten Fußballabteilung des Deutschen Eis- und Ruder-Clubs Regatta Prag gegründet. Der Fußballverein der deutschen nichtjüdischen Bevölkerung wurde der DFC Germania Prag, der 1899 gegründet wurde.
Obwohl der Verein in Österreich-Ungarn ansässig war, durfte er an der deutschen Fußballmeisterschaft teilnehmen. Diese wurde als Pokal der regionalen Meister ausgetragen. Der DFB hatte damals versucht, mehr Mitglieder zu bekommen. Deshalb erlaubte er deutschen Clubs aus Österreich-Ungarn, dem Verband beizutreten und an Pokalspielen teilzunehmen. Der Verein hätte jedoch keine Spieler in das deutsche Nationalteam abstellen können (welches ohnehin noch nicht bestand), da dies an die Staatsangehörigkeit gebunden war.
Der DFC war einer der Gründungsvereine des DFB.

### Deutsche Meisterschaft 1903
Bei der ersten deutschen Meisterschaft kam es am 31. Mai 1903 in Altona (heute Hamburg) zum Endspiel zwischen dem VfB Leipzig und dem DFC Prag, das die Sachsen mit 7:2 gewannen und damit erster Deutscher Fußballmeister wurden – obwohl die Prager als klare Favoriten ins Rennen gingen.
Im Vorfeld dieses Meisterschaftsendspiels gab es allerdings einen Eklat: der DFC Prag sollte am 17. Mai das Halbfinale in Leipzig gegen den Karlsruher FV bestreiten, die Mannschaft wartete jedoch vergeblich auf das Eintreffen des gegnerischen Teams. Kurz vor der Abreise hatte die Karlsruher Spieler ein Telegramm aus Prag mit folgendem Inhalt erreicht: „Meisterschaftsspiel verlegt, DFB“. Die Mannschaft des Karlsruher FV blieb aufgrund der vermeintlichen Annullierung zu Hause, und der DFC Prag erreichte kampflos das Finale. Wer der Verantwortliche des Telegramms war, ist bis heute ungeklärt. Bereits das für den 10. Mai in München angesetzte Viertelfinale, ebenfalls gegen Karlsruhe, hatte ausfallen müssen, da sich Prag, Karlsruhe und der DFB nicht über den Spielort hatten einigen können und der DFB letztlich, da an der Meisterschaft ohnehin nur sechs Mannschaften teilnahmen, beide Teams ins Halbfinale gelassen hatte, wo sie dann erneut nicht aufeinandertrafen.

### In den folgenden Jahren
Aufgrund der Gründung der FIFA 1904 und des daraus folgenden Prinzips, nur an Meisterschaften des Sitzlandes teilnehmen zu dürfen, konnte der DFC Prag anschließend nicht mehr an der deutschen Meisterschaft teilnehmen und wechselte zum Österreichischen Fußball-Verband.
Der Verein blieb dennoch bis in die 1920er Jahre eine der führenden Mannschaften des europäischen Fußballs und gastierte auch immer wieder zu Freundschaftsspielen in Wien und Budapest, um gegen die starken österreichischen und ungarischen Vereine zu spielen. Zur Zeit der Österreich-Ungarischen Doppelmonarchie gehörte der DFC, wie auch die heute bekannten tschechischen Klubs Slavia und Sparta Prag, dem Österreichischen Fußball-Verband an und nahm an den Meisterschaften dessen böhmischen Unterverbands teil. Bis zur Ausrufung der 1. Tschechoslowakischen Republik absolvierten die Spieler des DFC Prag – wie auch jene der Stadtrivalen Slavia und Sparta – ihre Länderspiele für die österreichische Nationalmannschaft. Zu den bekanntesten Auswahlspielern der Blau-Weißen zählen der Abwehrspieler Paul Fischl, später Verleger und Herausgeber des Prager Tagblatts sowie der spätere Profi-Tennis-Weltmeister Karel Koželuh. Der erste Präsident des DFB, Ferdinand Hueppe, war bei der Gründung des deutschen Verbandes der Vertreter des DFC.
Nach dem Aufstieg Henleins wurde dem Verein sowie seinen Funktionären und Spielern, trotz ihrer zumeist jüdischen Abstammung nahegelegt, sich der Bewegung Henleins, der nationalsozialistischen Sudetendeutschen Partei, anzuschließen. Als Spieler wie Funktionäre sich weigerten, wurde der DFC unmittelbar nach dem Einmarsch der deutschen Truppen in Prag (März 1939) als „jüdischer Verein“ verboten und löste sich aufgrund des Verbots selbst auf.

### Neugründung 2016
Am 9. Juni 2016 wurde ein neuer Verein unter dem Namen DFC Prag in Prag als Verein registriert, der sich laut Satzung in der Tradition des berühmten Vorgängers sieht und sich dessen Werten gegenüber verpflichtet fühlt. Der Verein nimmt mit Jugendmannschaften am tschechischen Spielbetrieb teil.

## Erfolge
- VdPDFV-Meister 1902
- Zweiter der Deutschen Meisterschaft 1903
- Böhmischer Meister (Mistrovství Čech / Tschechoslowakische Meisterschaft pro Böhmen) 1896, 1913, 1914
- Regionalverbandsmeister (Mistrovství krajského / Tschechoslowakische Meisterschaft pro Königreich Tschechoslowakei) 1917
- Tschechoslowakischer Amateurmeister 1931, 1933
- DFVfB-Meister im ČSAF 1923, 1924, 1926, 1927, 1928, 1929, 1931, 1932, 1933, 1937

## Bekannte Spieler

### Nationalspieler
- Robert Cimera: 10 Länderspiele und 1 Tor von 1908 bis 1915 (DFC Prag 9; Rapid Wien 1) für Österreich; später Trainer beim DFC
- Friedrich Feller: 2 Länderspiele 1918 für Österreich
- Paul Fischl: 3 Länderspiele von 1908 bis 1910 für Österreich
- Bernhard Graubart: 5 Länderspiele 1912 für Österreich
- Karl Kanhäuser: 5 Länderspiele, 3 Tore für Österreich und 2 für die Tschechoslowakei
- Karel Koželuh: 4 Länderspiele, 1 Tor von 1917 bis 1918 für Österreich, 2 Länderspiele und 1 Tor 1923 für die Tschechoslowakei
- Ladislaus Kurpiel: 8 Länderspiele von 1908 bis 1912 für Österreich
- Pavel „Aule“ Mahrer: 6 Länderspiele für die Tschechoslowakei
- Robert Merz: 13 Länderspiele und 5 Tore von 1908 bis 1914 für Österreich
- Otto Noll: 3 Länderspiele 1912 für Österreich
- Samuel Schillinger: 4 Länderspiele 1926 bis 1929 für die Tschechoslowakei
- Johann Schwarz: 1 Länderspiel 1908 für Österreich
- Karel Steffl: 2 Länderspiele 1926 für die Tschechoslowakei
- Wilhelm Steuer: 1 Länderspiel 1918 für Österreich
- Ferenc Szedlacsek: 2 Länderspiele und 1 Tor 1925 für die Tschechoslowakei, 1 Länderspiel 1928 für Ungarn
- Ernst Thurm: 2 Länderspiele 1908 für Österreich
- Karel Wilda: 3 Länderspiele und 2 Tore von 1917 bis 1918 für Österreich

### Weitere bekannte Spieler
- Karl Beck
- Koloman Bobor
- Karel Feller
- Otto Höss
- Otto Krombholz
- Josef Kuchynka
- Jan Neugebauer
- Jimmy Ottaway
- Adolf Patek
- Josef Příhoda
- Emmerich Rath
- Fritz Schnürle
- Fritz Taussig

## Bandy und Eishockey
Mindestens ab 1904 wurde im DFC Prag Bandy (Eishockey mit dem Ball) gespielt. Von 1911 bis 1914 nahm der Club an der internationalen österreichischen Meisterschaft um den Ringhoffer-Pokal teil. Ab 1912 trug die Mannschaft auch Eishockeyspiele mit der Scheibe (Puck) aus.